# 舊旺角警署
舊旺角警署（英語：Old Mong Kok Police Station）曾經是香港警務處的警署，位於香港旺角彌敦道700號現址，於1925年建成，1928年起成為警務建築，最後於1975年11月因興建地鐵而停用拆卸。

## 建築
旺角警署樓高3層，有紅磚外牆及黑色屋頂，曾經是旺角的地標之一。

## 歷史
舊旺角警署於1925年建成，原先為慈幼會孤兒院，後曾用作拔萃男書院校舍，直至1928年成為警察訓練學校校址。
隨著警察訓練學校於1947年後遷入黃竹坑現址，原址建築物正式改建為警署及九龍警察總部。
於1964年，旺角警署搬遷至太子道與彌敦道交界；而九龍警察總部則留守至1975年11月29日，才因興建地鐵修正早期系統，而遷入天光道現址，成為現今的西九龍總區總部。

## 鄰近地點
- 旺角中心

## 相關參見
- 差館
- 警察總區